# Abdoulaye Cissé
Abdoulaye Cissé (nacido el 24 de diciembre de 1983, en Adzopé, Costa de Marfil) es un futbolista naturalizado en Burkina Faso, en posición de delantero, que juega en el Zamalek SC que actualmente compite en la Primera División de Egipto.

## Carrera
Cissé se trasladó al Al-Siliya desde el Al-Faisaly después de un préstamo al Al-Khor Sports Club durante la temporada 2006/07.

## Carrera internacional
Él jugó en la selección  de fútbol de Burkina Faso durante la Copa Africana de Naciones 2004, en la que su selección acabó último en su grupo en la primera ronda de la competencia, por lo tanto no logró clasificar para los cuartos de final.

## Clubes
| Club                           | País                   | Año                         |
| ------------------------------ | ---------------------- | --------------------------- |
| Grenoble Foot 38               | Francia                | 1999-2001                   |
| Montpellier Hérault Sport Club | Francia                | 2001-2006                   |
| Al-Faisaly                     | Arabia Saudita         | Enero de 2007-junio de 2007 |
| Al-Khor Sports Club (cesión)   | Catar                  | Junio de 2007               |
| Al-Sailiya SC                  | Catar                  | 2007-2009                   |
| Al-Dhafra                      | Emiratos Árabes Unidos | 2009-2010                   |
| Al-Khor Sports Club            | Catar                  | 2010                        |
| Al-Masry                       | Egipto                 | 2010-2012                   |
| Zamalek SC                     | Egipto                 | 2012 - Actualidad           |